# جولای نلیکوروی
جولای نلیکوروی (نام علمی: Ploceus nelicourvi) نام یک گونه از سرده جولاها است.